# St. Mariä Empfängnis (Neersen)

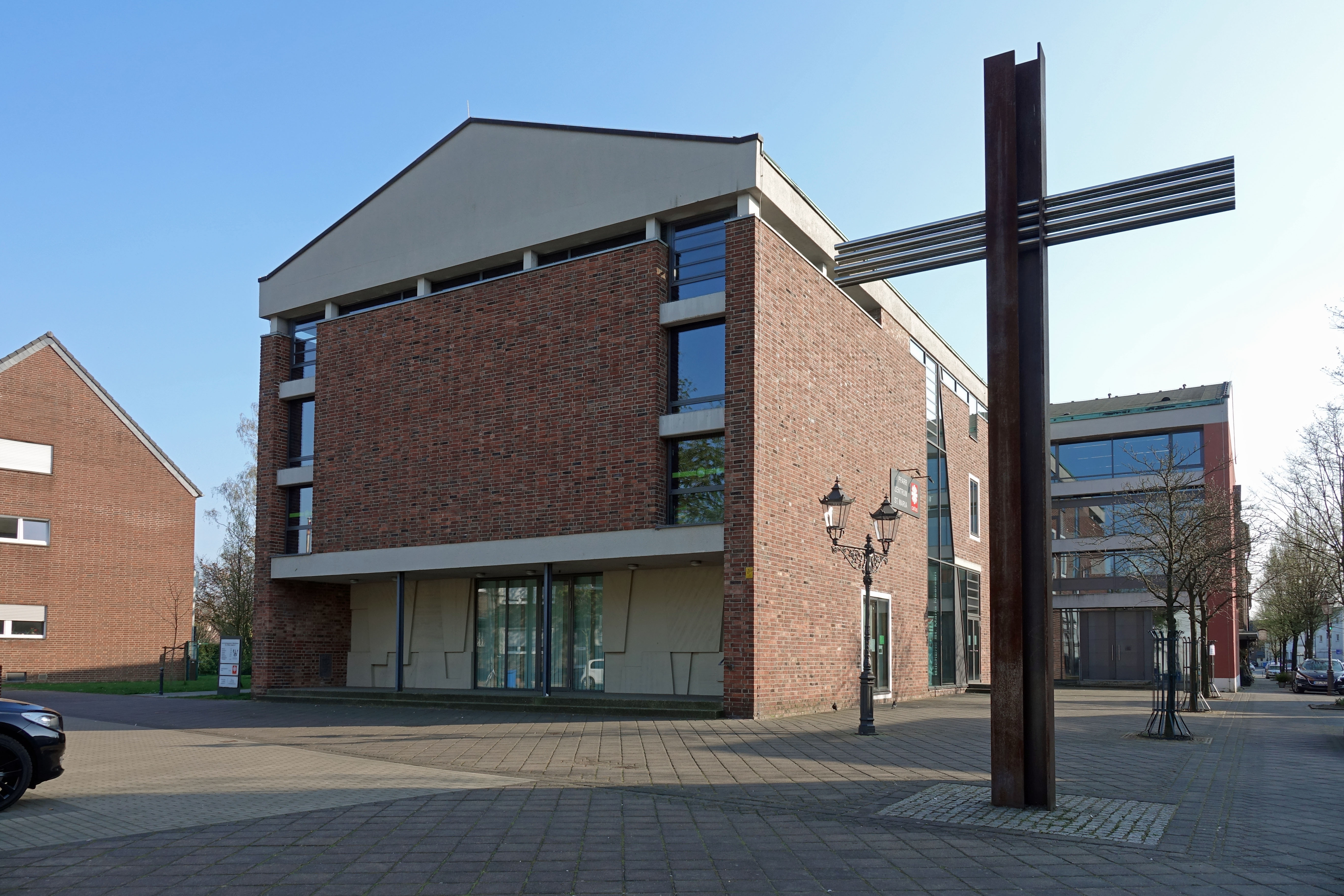
St. Mariä Empfängnis in Neersen

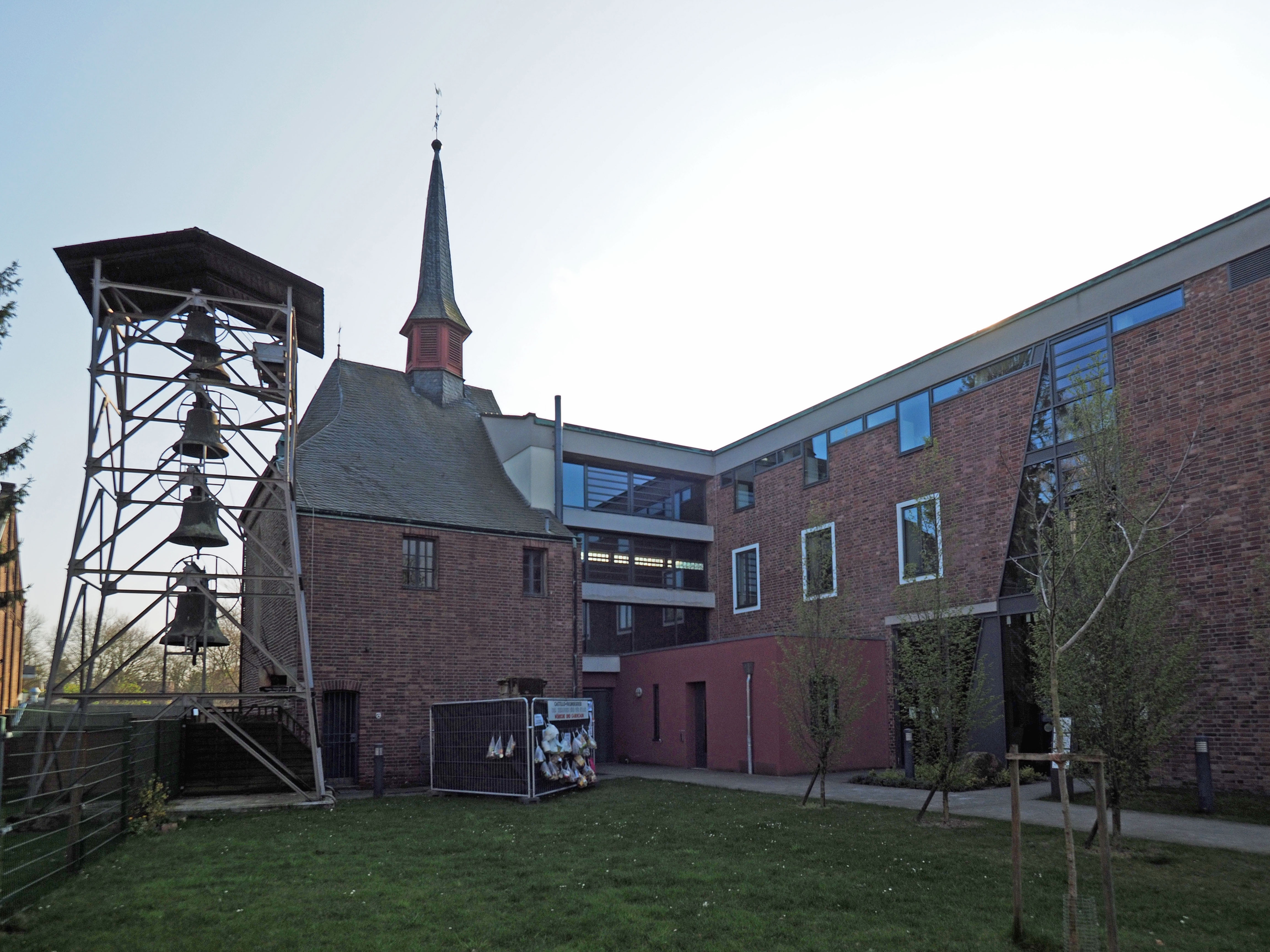
Blick auf das Glockengerüst und den Chor des 17. Jahrhunderts

St. Mariä Empfängnis ist eine römisch-katholische Pfarrkirche in Neersen, einem Stadtteil von Willich im Kreis Viersen in Nordrhein-Westfalen.
Die Kirche steht unter dem Patronat der Unbefleckten Empfängnis Mariens und wurde von 1961 bis 1962 nach Plänen von Günter Teller errichtet. Der erhaltene Chor des Vorgängerbaus ist unter Nummer 23 in die Liste der Baudenkmäler in Willich eingetragen.
Zur Pfarre zählt auch die Wallfahrtskapelle Klein-Jerusalem.

## Geschichte
Neersen gehörte ursprünglich zur Pfarre Anrath. Da Neersen über keine eigene Kirche verfügte, stifteten im Jahr 1652 Adrian von Virmond gemeinsam mit seiner Ehefrau Katharina von Bongard, beide damals Besitzer des Schlosses Neersen, die Mittel zum Bau einer Kirche, diese wurde zwischen 1655 und 1658 realisiert. Nach Fertigstellung 1658 wurde diese Kirche den Minoriten übertragen zwecks Errichtung eines Klosters. Die Kirchweihe fand erst viel später am 17. Juni 1671 statt. 1766 war eine erste Erweiterung erforderlich. Trotz eigener Kirche gehörte Neersen jedoch nach wie vor zur Pfarre Anrath. Eigenständige Pfarrei wurde Neersen erst 1798. Die Klosterkirche wurde zugleich Pfarrkirche. Im Rahmen der Säkularisation wurde das Minoritenkloster aufgelöst und ein Großteil der Minoriten vertrieben. Der Guardian des aufgelösten Klosters, Quirin Leopold Eggerath, wurde erster Pfarrer. Im Jahr 1878 wurde eine zweite Erweiterung der Kirche erforderlich, die Pläne dazu lieferte Architekt August Everding.
In den 1950er Jahren wurde die Kirche wiederum zu klein für die Bevölkerung, diesmal wurde gegen eine erneute Erweiterung entschieden und stattdessen für einen Abriss. 1959 wurde die zum Großteil aus dem 17. Jahrhundert stammende Kirche bis auf den Chor abgerissen. An den alten Chor wurde nach Plänen des Aachener Architekten Günter Teller von 1961 bis 1962 die heutige Pfarrkirche erbaut. Die Grundsteinlegung war am 15. Januar 1961, die Kirchweihe durch Bischof Johannes Pohlschneider am 10. September 1962. Der alte Chor diente fortan als Sakristei.
In den 2000er Jahren wurde die Kirche zu groß für die schrumpfende Anzahl an Gottesdienstbesuchern. Daher entschied sich der Kirchenvorstand für eine Verkleinerung der Kirche, indem Gemeinderäume und die Bücherei in das Kirchengebäude integriert wurden. Nach Plänen des Monschauer Architekten Elmar Paul Sommer wurde die Kirche von 2012 bis 2013 umgebaut. Das Pfarrheim wurde verkauft. Der südliche Teil der Kirche wird seitdem weiterhin sakral genutzt, der alte Chor des 17. Jahrhunderts wurde geöffnet und in den Gottesdienstraum mit einbezogen. Der Nord- und Westteil wird zum einen von der Pfarre seitdem als Bücherei und Pfarrheim genutzt, zum anderen aber auch von der Caritas.

## Pfarrer
Folgende Priester wirkten bislang als Pastor an St. Mariä Empfängnis
- 1926–1939: Josef Voß
- 1939–1952: Theodor Baaken
- 1953–1974: Hubert Leuchter
- 1974–1980: Hans Landen
- 1980–1989: Theo Wolf
- 1989–2003: Josef Weber
- Seit 2003: Markus Poltermann